# Landgericht Aura
Das Landgericht Aura (auch als Landgericht Burgjoß bezeichnet) war ein am 1. Oktober 1814 errichtetes bayerisches Landgericht älterer Ordnung mit Sitz in Aura im Sinngrund im heutigen Landkreises Main-Spessart.
Vermöge der allerhöchsten Entschließungen vom 30. Juni 1828 und vom 8. und 14. Januar 1829 wurde das Landgericht Aura aufgelöst. Die Ortschaften Aura, Mittelsinn, Obersinn, Pfaffenhausen, Deutelsbach, Oberndorf, Burgjoß und Mernes wurden dem Landgericht Orb zugeteilt und die Ortschaften Wohnroth mit Neuhof, Fellen, Rengersbrunn, Trockenbach und Burgsinn dem Landgericht Gemünden.
Die Landgerichte waren im Königreich Bayern Gerichts- und Verwaltungsbehörden, die 1862 in administrativer Hinsicht von den Bezirksämtern und 1879 in juristischer Hinsicht von den Amtsgerichten abgelöst wurden.
Das Landgericht Orb gehörte ab 1862 zum Bezirksamt Gemünden. Sein Bezirk (mit Ausnahme von Aura) wurde 1866 von Bayern an Preußen abgetreten.  